# Frederic Rodrigo Gruger
Frederic Rodrigo Gruger (* 2. August 1871 in Philadelphia; † 21. März 1953 in New York City) war ein US-amerikanischer Illustrator.

## Leben
Frederic Gruger studierte an der Pennsylvania Academy Zeichnen bei Thomas Anshutz und Komposition bei Henry Joseph Thouron (1851–1915). Vorbilder des Studenten Gruger waren Edwin Austin Abbey, Charles Reinhart und Charles Keene. In den 1890er Jahren zeichnete er für die Tageszeitung Philadelphia Public Ledger. Ab 1898 schuf er bis in die frühen 1940er Jahre über 6000 Illustrationen, davon allein 2700 für die Saturday Evening Post. Er arbeitete für dreißig bekannte Zeitschriften – ab 1911 zwei Jahre für McClure's Magazine sowie zu Beginn der 1920er Jahre für den Cosmopolitan, für Harper's, Harper's Bazaar, McCall’s, Hearst’s International und Redbook. Gruger illustrierte Prosa für mehr als vierhundert Autoren.

## Werke (Auswahl)

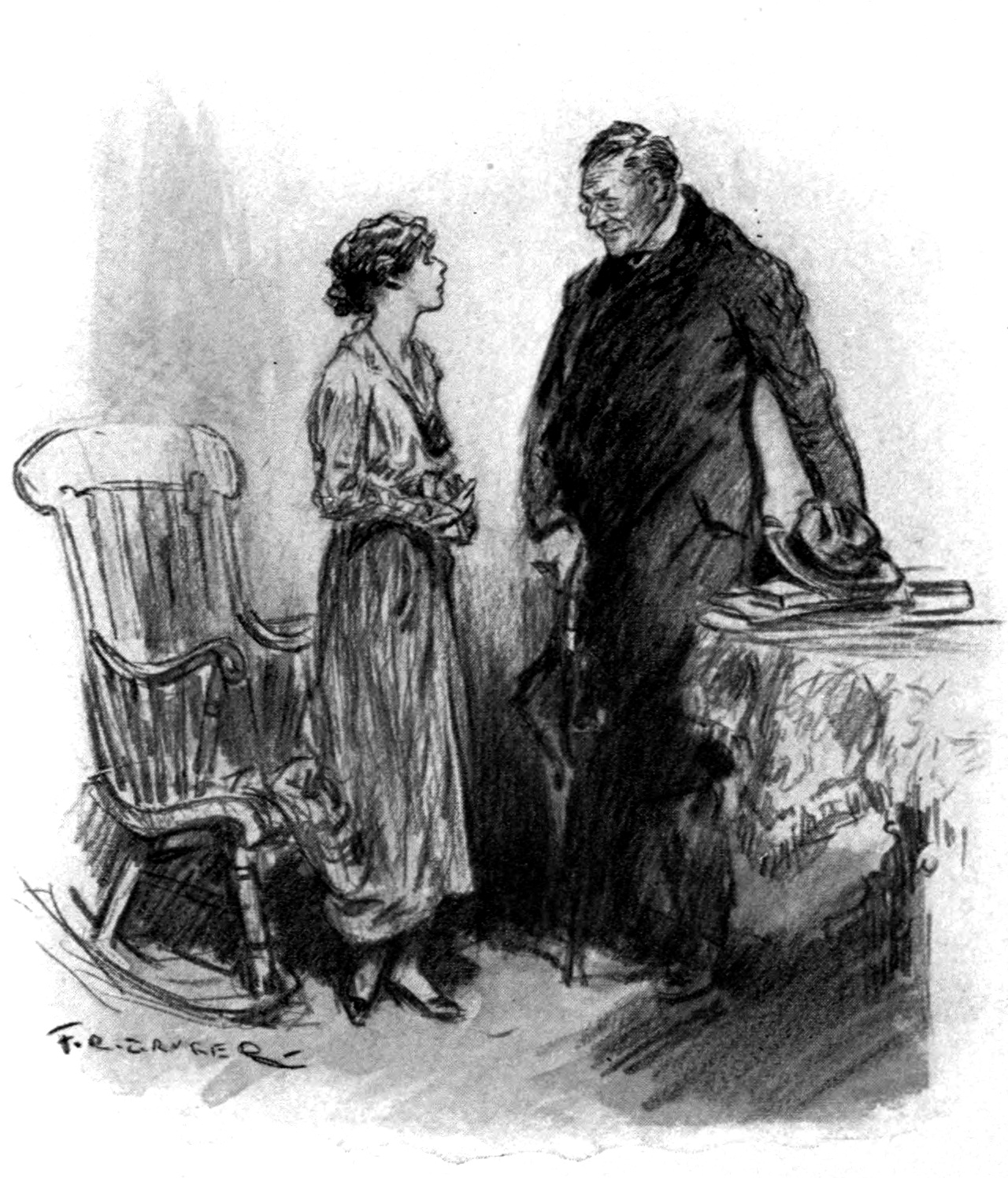
Frederic Gruger: Illustration zu George Westons Buch The Apple-Tree Girl aus dem Jahr 1918

An Buchillustrationen sind im Veröffentlichungszeitraum 1902–1921 Beiträge für folgende Autoren zu nennen: George Horace Lorimer, Samuel Merwin, Frank Hamilton Spearman,
Joseph Alexander Altsheler, Charles Battell Loomis (1861–1911), Henry Shute, William Allen White, Booth Tarkington, Owen Wister, Anne Warner, Charles Miner Thompson (1864–1941), Grace Donworth, George Randolph Chester,
Will Irwin, Henry Wallace Phillips (1869–1930), Owen Johnson, Richard Harding Davis, Jacques Futrelle, Kathleen Norris, Harry Leon Wilson, Arthur Hodges (1864–1949), Maximilian Foster (1872–1943), George Kibbe Turner (1869–1952), George Weston (1864–1924), Alice Duer Miller und Agnes Mary Brownell (1874–1921).